# 明学院 (草加市)
明学院（みょうがくいん）は、埼玉県草加市にある本山修験宗の寺院。

## 歴史
1603年（慶長8年）に開山された。1627年（寛永4年）、幕府より寺領1町5畝22歩が与えられた。
江戸時代は修験道本山派に属し、武蔵国葛飾郡小淵村（現・埼玉県春日部市小淵）にあった「不動院」の末寺であった。しかし明治初期の神仏分離により、天台宗に属することになった。戦後は天台宗から分離し、本山修験宗に属することになった。現在は総本山の聖護院の末寺となっている。

## 交通アクセス
- 路線バス稲荷四丁目停留所より徒歩1分。